# 1697 en littérature
| Années de la littérature : 1694 - 1695 - 1696 - 1697 - 1698 - 1699 - 1700    |
| Décennies de la littérature : 1660 - 1670 - 1680 - 1690 - 1700 - 1710 - 1720 |

Cet article présente les faits marquants de l'année 1697 en littérature.

## Événements
- 16 avril : loi relative à l'octroi de licences aux colporteurs et marchands ambulants en Angleterre. Les vendeurs de Chapbook doivent être titulaires d'une licence[1].
- 4 mai : expulsion de la troupe parisienne des Comédiens italiens, accusés d’opposition satirique à la Maintenon et au clergé dans la pièce La Fausse Prude[2].

- Jonathan Swift rédige The Battle of the books (en), publié en 1704, qui déclenche en Angleterre une querelle des Anciens et des Modernes[3].

## Parutions

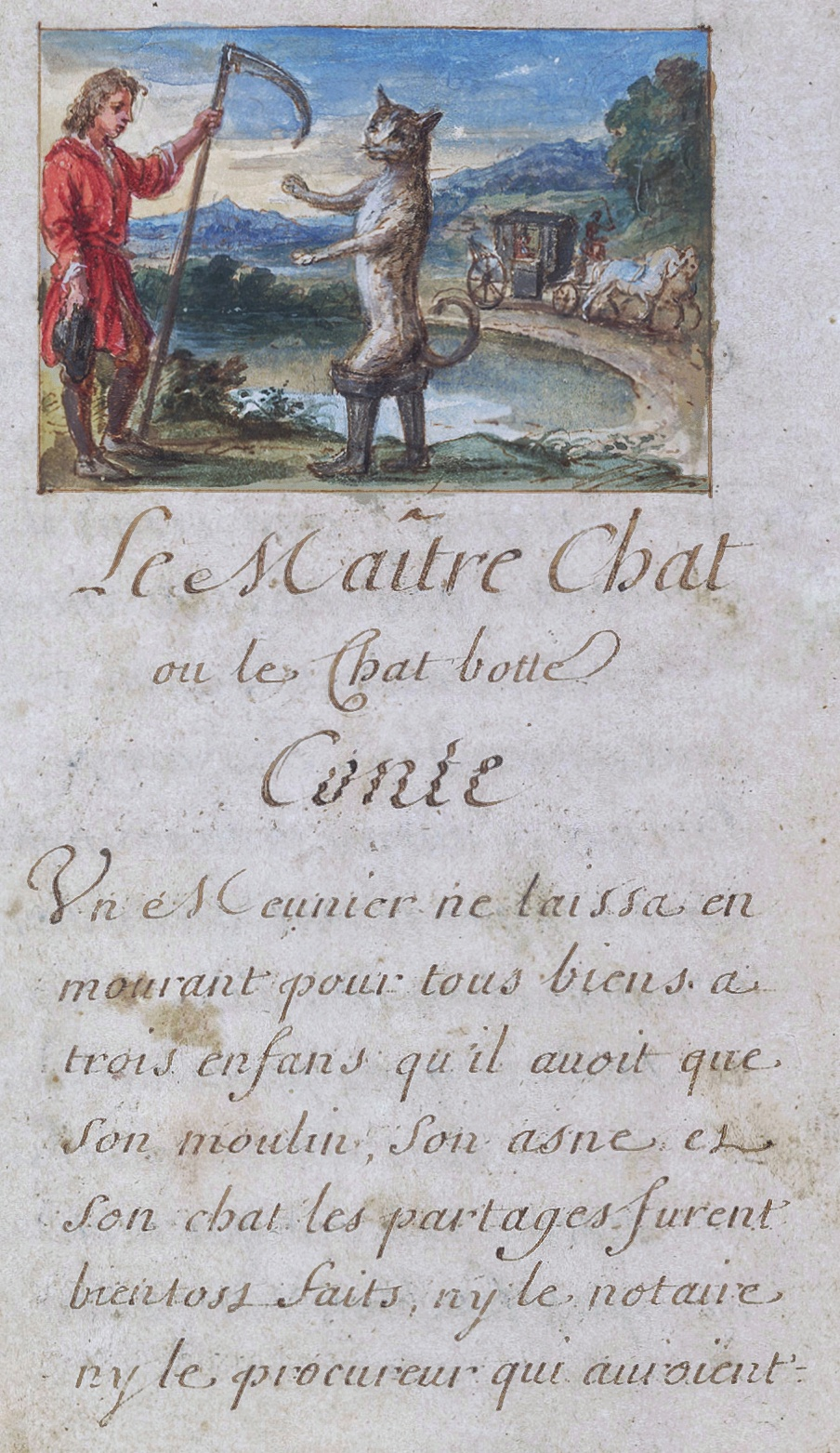
Le Chat botté, version manuscrite et illustrée datant de la fin du XVIIe siècle

- 11 janvier : le privilège du recueil de Charles Perrault, Histoires ou contes du temps passé, avec des moralités : ou Les Contes de ma mère l'Oye, Paris, Claude Barbin, 1697 (présentation en ligne) est « régistré sur le Livre de la Communauté des Imprimeurs & Libraires de Paris ».
- 2 septembre : achevé d’imprimer de la deuxième édition du Traité de morale de Malebranche, augmentée du Traité de l’amour de Dieu, Lyon, Leonard Plaignard (présentation en ligne)[4].

- Les lettres de messire Roger de Rabutin, comte de Bussy, vol. 1, Paris, Florentin et Pierre Delaulne, 1697 (présentation en ligne), en 4 volumes, première édition publiée par la Marquise de Coligny, fille de l'auteur (achevé d’imprimer du 31 décembre 1696). Le recueil contient une partie de la correspondance de Bussy-Rabutin et de Madame de Sévigné[5].
- Fénelon, Explication des maximes des saints sur la vie intérieure, Paris, Pierre Aubouin, Pierre Emery, Charles Clousier, 1697 (présentation en ligne), qui relance la querelle quiétiste.
- Les métamorphoses d'Ovide : mises en vers françois (trad. Thomas Corneille), vol. 1, Paris, Barthélemy Girin, 1697 (présentation en ligne) (vol. 2).
- Charlotte-Rose de Caumont La Force, Gustave Vasa, histoire de Suède, vol. 1-2, Paris, Simon Bénard, 1697 (présentation en ligne) (privilège partagé avec Hilaire Baritel, Lyon, 1698, 2 vol. in-12).

## Naissances
- 1er avril : Antoine François Prévost, dit l'abbé Prévost, romancier, historien, journaliste et traducteur français († 25 novembre 1763).